# Ernesto Cisneros
Ernesto Cisneros Salcedo (* 26. Oktober 1940 in La Experiencia, Jalisco), auch bekannt unter dem Spitznamen Tetos, ist ein ehemaliger mexikanischer Fußballspieler, der seine Karriere als Rechtsaußen begann, dann eine Zeitlang als Mittelstürmer tätig war und später im offensiven Mittelfeld agierte. Nach dem Ende seiner aktiven Laufbahn war er über weite Strecken als Trainer von Amateur- und Freizeitmannschaften tätig. Lediglich 1978 hatte er ein kurzes und wenig erfolgreiches Engagement als Cheftrainer des CF Atlante, bei dem er 1972 seine aktive Karriere beendet hatte. 

## Spieler

### Verein
Cisneros verbrachte seine Jugendjahre im Club Imperio, einem Verein im Stadtteil La Experiencia im Norden von Zapopan. 1956 wurde er im Alter von 16 Jahren von Atlas Guadalajara verpflichtet. Bei diesem Verein begann seine Profikarriere im Jahr 1958. 1962 wechselte er zum CD  Zacatepec, der damals gerade in die zweite Liga abgestiegen war, aber in der Saison 1962/63 immerhin den sofortigen Wiederaufstieg schaffte. Auch als Zacatepec 1966 erneut aus der ersten Liga abgestiegen war, blieb Cisneros, der inzwischen Nationalspieler war, zunächst in Zacatepec und spielte ein weiteres Jahr in der zweiten Liga. Nachdem diesmal der sofortige Wiederaufstieg nicht gelungen war, wechselte er vor der Saison 1967/68 zum damals noch in der mexikanischen Hauptstadt angesiedelten CF Atlante, bei dem er bis zum Ende seiner aktiven Karriere in der Saison 1971/72 unter Vertrag stand. 

### Nationalmannschaft
Beim olympischen Fußballturnier 1964 kam er erstmals für eine mexikanische Auswahlmannschaft zum Einsatz. Sein Debüt in der A-Nationalmannschaft gab Cisneros am 28. Februar 1965 im Rahmen eines WM-Qualifikationsspiels gegen Honduras, das mit 1:0 gewonnen wurde. Bei der Fußball-Weltmeisterschaft 1966 gehörte er zum mexikanischen WM-Aufgebot und bestritt das letzte Vorrundenspiel gegen Uruguay, das torlos endete. 
Seine ersten beiden Länderspieltore erzielte er am 1. Mai 1965 beim 5:0-Sieg über die Niederländischen Antillen. Auch in den Länderspielen gegen Haiti (3:0) am 4. April 1965, Jamaika (8:0) am 7. Mai 1965 und Paraguay (7:0) am 24. April 1966 gelang ihm jeweils ein „Doppelpack“. 
Sein letztes Länderspieltor gelang ihm am 26. Oktober 1968 beim 2:0-Sieg gegen Uruguay. In den folgenden 17 Länderspieleinsätzen gelang ihm kein Tor mehr für „el Tri“. Letztmals trug er das Dress der Nationalmannschaft am 18. März 1970 beim 3:3 gegen Peru.